# パナルト
パナルト (スペイン語：Panart)は、かつてキューバに存在したレコード会社。
自社録音を行う他にも、オデオン・レコードやキャピトル・レコードなどの作品をキューバ国内で販売していた。
1944年、キューバで最初に誕生し、かつ最も成功したインディペンデント・レーベルだったが、1961年にキューバ革命政府によって国内の民間企業がすべて国営化されると、パナルトも国営企業化され、1960年代に消滅した。

## 沿革
キューバのシエンフエーゴスで生まれたラモン・サバト（Ramón Sabat）は、ニューヨークの「Musicraft Records」で働いていたが、1943年にMusicraft社が倒産したのを機にキューバへ戻る。
1944年、ラモンはハバナに「Cuban Plastics & Record Corporation」を設立する。
1945年、会社は「パナルト（Panart、Panamerican Artの略）」と称するようになり、ハバナ市サンミゲルに本社とレコーディング・スタジオを開設した。彼の妻ジュリアはパナルトの副社長に就任した。
パナルトがLP盤の発売を開始した1952年、パナルトはニューヨークに「Panart Recording Corporation」を設立。キューバ音楽をアメリカ向けに発売するようになる。
キューバ革命が勃発すると、副社長ジュリアはレコード会社の遺産である録音テープを保存するため、パナルトに残されたマスターテープのコピーをニューヨークへ送り、レーベルの全作品のうち8割近い音源を保存することに成功した。
1961年5月29日、フィデル・カストロによる共産主義政権がパナルトの録音スタジオを買収すると、まもなくレーベルも国有化され、社名は「Panart Nacionalizada」へ変更された。
1964年に国営レーベル「エグレム（EGREM）」が発足すると、パナルトはエグレムに統合される形で完全消滅し、旧パナルトの音楽アルバムはエグレムのロゴに差し替えられて発売された。

## スタジオ
- スタジオ101 - 1940年代に建設された自社スタジオ[2]。175平米の広さを誇り[2]、キューバ最大にして最古のレコーディング・スタジオ[2]である。後に国営レーベルのエグレムが所有し、スタジオ名も「Estudio Areito 101」と改称されたが、その長い歴史と数々の名演が生まれた功績を称えて「伝説のスタジオ」と紹介する者もいる[3]。